# Alois Walde

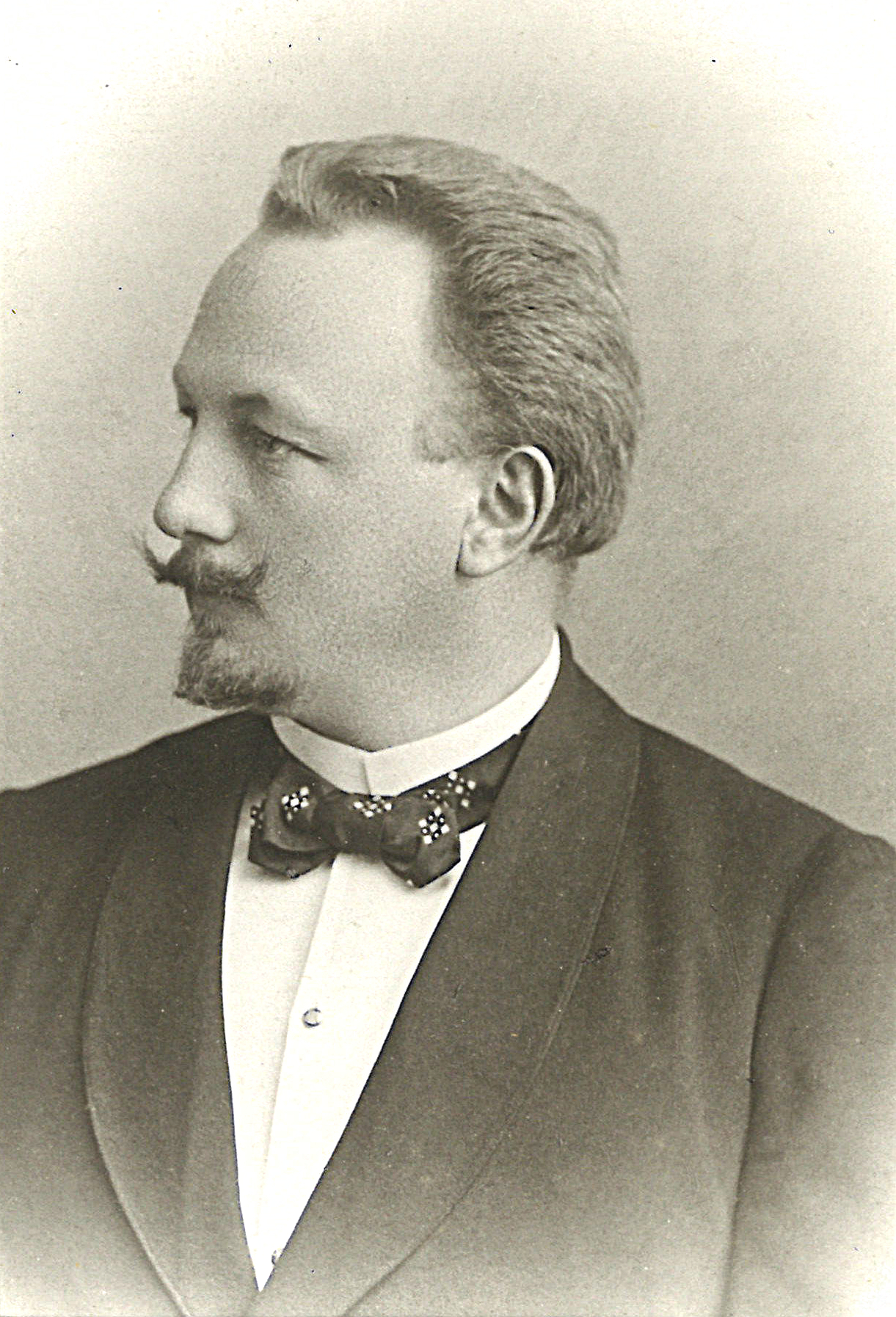
Alois Walde war Sprachwissenschaftler und Rektor der Universität Innsbruck.

Alois Walde (* 30. November 1869 in Innsbruck; † 3. Oktober 1924 in Königsberg) war ein österreichischer Indogermanist, Altphilologe und Sprachwissenschaftler.

## Leben
Alois Walde studierte Klassische Philologie und Vergleichende Sprachwissenschaft an der Universität Innsbruck (hauptsächlich bei Friedrich Stolz), wo er 1894 sub auspiciis imperatoris zum Dr. phil. promoviert wurde. 1895 wurde er als Beamter an der Universitätsbibliothek angestellt. Ein Jahr später habilitierte er sich (als Erster an der Universität Innsbruck) für das Fach Sprachwissenschaft. Im Zuge seiner nebenamtlichen Lehrtätigkeit erhielt er 1904 den Titel „außerordentlicher Professor“ und wurde 1907 zum persönlichen Extraordinarius ernannt.
1909 wechselte Walde als ordentlicher Professor seines Faches an die Universität Gießen. 1912 kehrte er als Nachfolger seines Lehrers Stolz an die Universität Innsbruck zurück, wo er 1914 Dekan der Fakultät und 1916 Rektor der Universität wurde. Die Kaiserliche Akademie der Wissenschaften zu Wien wählte ihn 1917 zum korrespondierenden Mitglied.
1922 wechselte Walde an die Universität Königsberg. Noch im selben Jahr nahm er für 1924 einen Ruf an die Universität Breslau an, dem er jedoch nicht mehr folgen konnte. Er starb am 3. Oktober 1924 im Alter von 54 Jahren.
Walde leistete Beiträge zur Laryngaltheorie und vor allem zur Untersuchung des Wortbestandes der indogermanischen Sprachen. Seine mehrbändigen etymologischen Wörterbücher wurden mehrfach neu aufgelegt und erweitert und sind noch heute in Gebrauch.

## Schriften (Auswahl)
- Lateinisches etymologisches Wörterbuch (= Indogermanische Bibliothek. Abteilung 1: Sammlung indogermanischer Lehr- und Handbücher. Reihe 2: Wörterbücher. 1–2). Winter, Heidelberg 1906; 3., von Johann Baptist Hofmann neubearbeitete Auflage ebenda 1938 (2 Bände und Registerband von Elsbeth Berger von 1956); Neudrucke, deklariert als 4. bis 6. Auflage, ebenda 1954 bis 2008, ISBN 978-3-533-00668-8 (Bd. 1: A – L), ISBN 978-3-8253-0669-4 (Bd. 2: M – Z)
- Vergleichendes Wörterbuch der indogermanischen Sprachen. 3 Bände. Herausgegeben und bearbeitet von Julius Pokorny. de Gruyter, Berlin u. a. 1927–1932 (Unveränderter photomechanischer Nachdruck. ebenda 1973, ISBN 3-11-004556-7)
- Über älteste sprachliche Beziehungen zwischen Kelten und Italikern. Innsbruck 1917